# هاینکل هائی ۶۴
هاینکل ۶۴ (به انگلیسی: Heinkel He 64) یک هواگرد ساختِ کارخانهٔ هاینکل در کشور آلمان است . این هواگرد برای نخستین بار در ۱۹۳۲ میلادی مورد استفاده قرار گرفت.